# Coracina salomonis
El oruguero de San Cristóbal (Coracina salomonis) es una especie de ave paseriforme en la familia Campephagidae.

## Distribución y hábitat
Es endémica de las islas Salomón. Antiguamente era considerado una subespecie de oruguero picofino.
Sus hábitats naturales son los bosques bajos húmedos subtropicales o tropicales y los bosques montanos húmedos subtropicales o tropicales.